# Neckeraceae
Neckeraceae  es una familia de plantas perteneciente a la división Bryophyta (musgo) y al orden Hypnales. Hay cerca de 200 especies nativas de regiones templadas y tropicales. La mayoría crece en rocas u otras plantas.

## Descripción
Las especies de esta la familia suelen ser plantas grandes y brillantes con estolones rastreros que tienen hojas pequeñas y mechones de rizoides. Los tallos son generalmente frondosos, pero rara vez pueden ser dendroides. La forma de las células de la hoja es casi siempre lisa, corta y de paredes firmes. Las celdas marginales suelen ser cuadradas a rectangulares cortas en pocas o varias filas. Las características de los esporofitos varían entre los géneros.
Las especies son epífitas, epilíticas o acuáticas.

## Clasificación
La familia Neckeraceae fue originalmente clasificada dentro del orden Leucodontales. Sin embargo, la familia está clasificada dentro del orden Hypnales actualmente. Neckeraceae contiene los siguientes géneros:
| - Alleniella - Baldwiniella - Bryolawtonia - Caduciella - Circulifolium - Crassiphyllum - Cryptoleptodon - Curvicladium - Dixonia | - Dolichomitra - Echinodiopsis - Exsertotheca - Handeliobryum - Himantocladium - Homalia - Homaliodendron - Hydrocryphaea | - Isodrepanium - Metaneckera - Neckera - Neckeropsis - Neomacounia - Noguchiodendron - Orthostichella - Pendulothecium | - Pinnatella - Porotrichodendron - Porotrichopsis - Porotrichum - Shevockia - Thamnobryum - Thamnomalia - Touwia |

## Galería

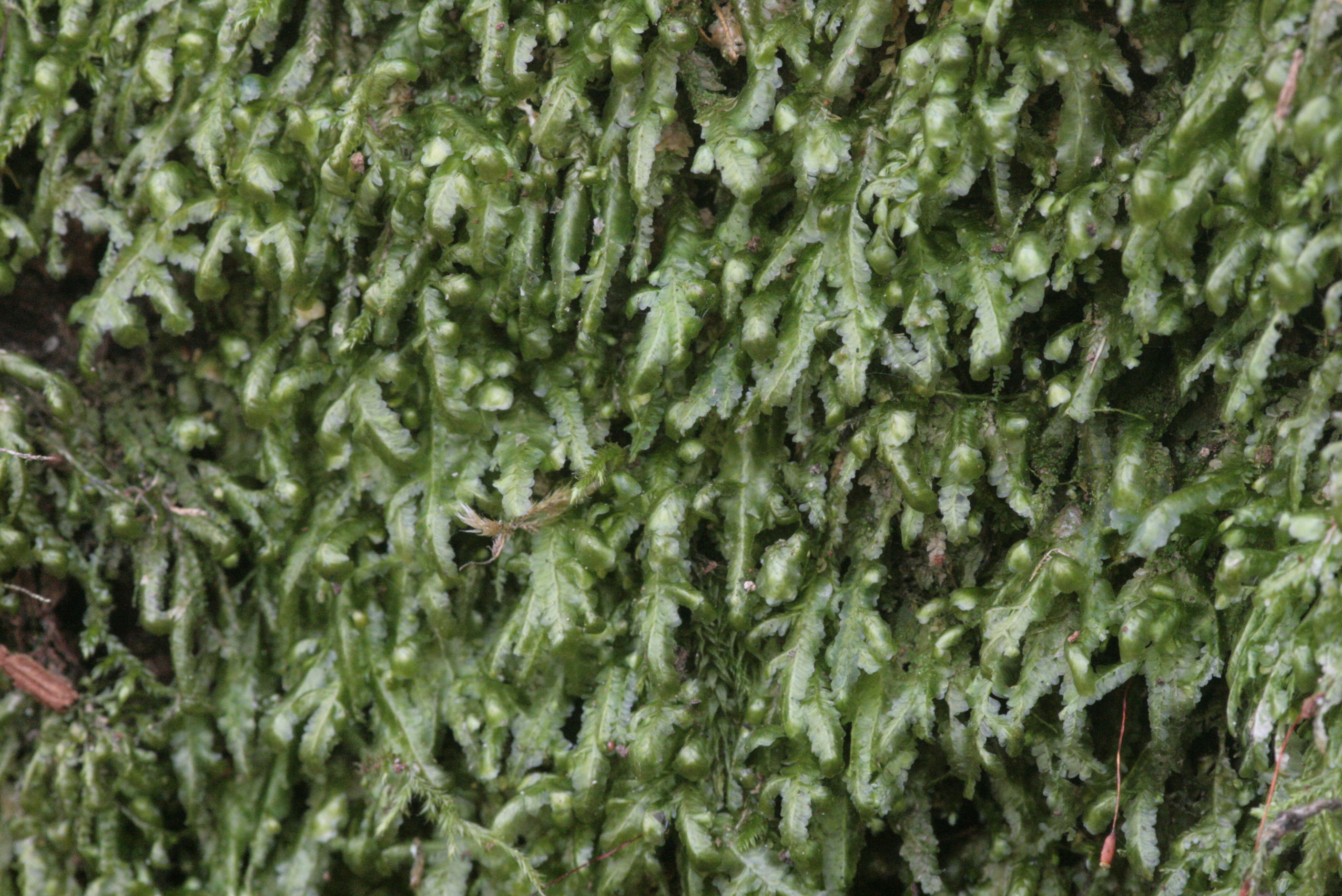
Homalia trichomanoides, una especie dentro de esta familia
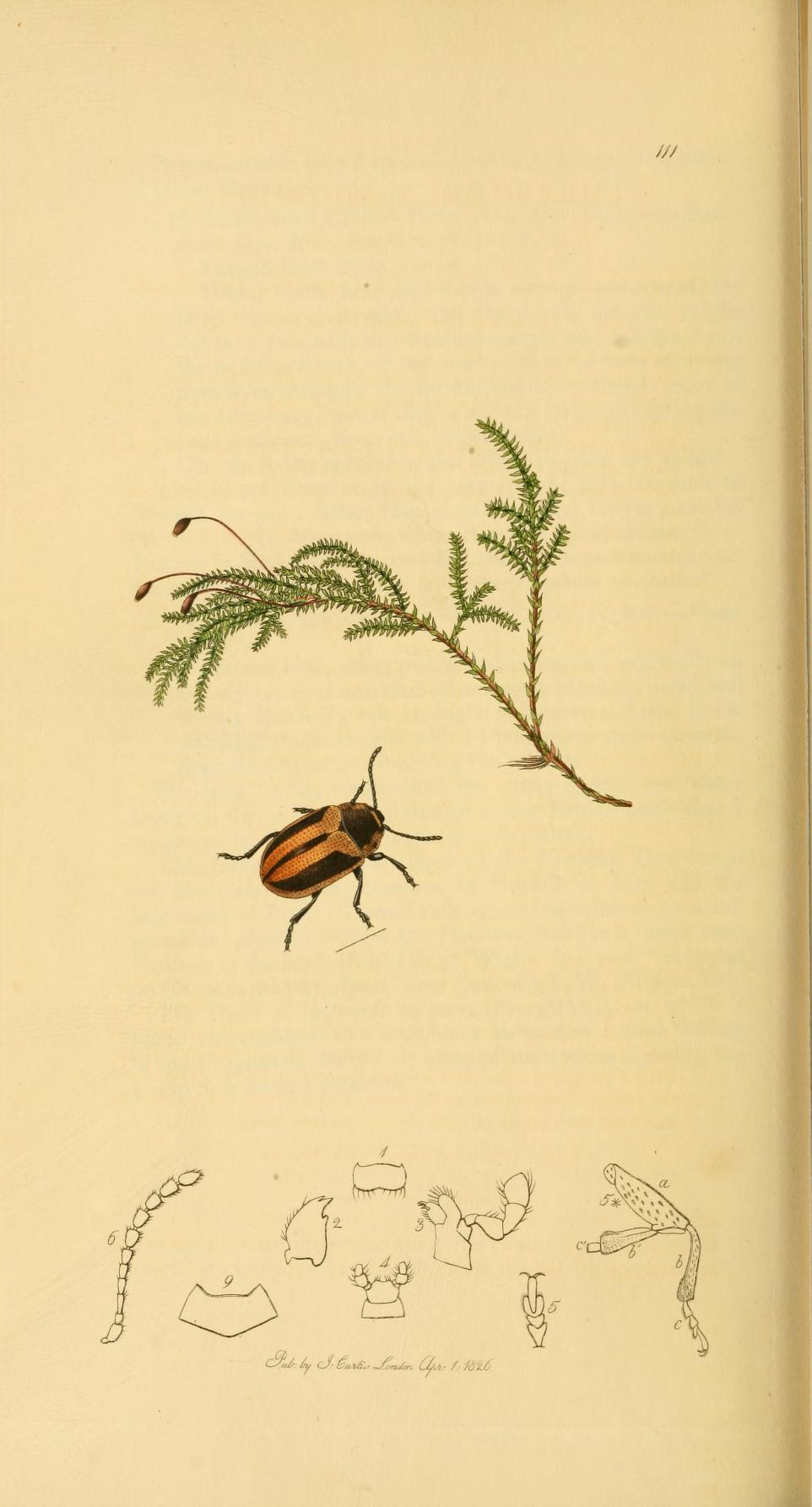
Ilustración de Porotrichum alopecurum
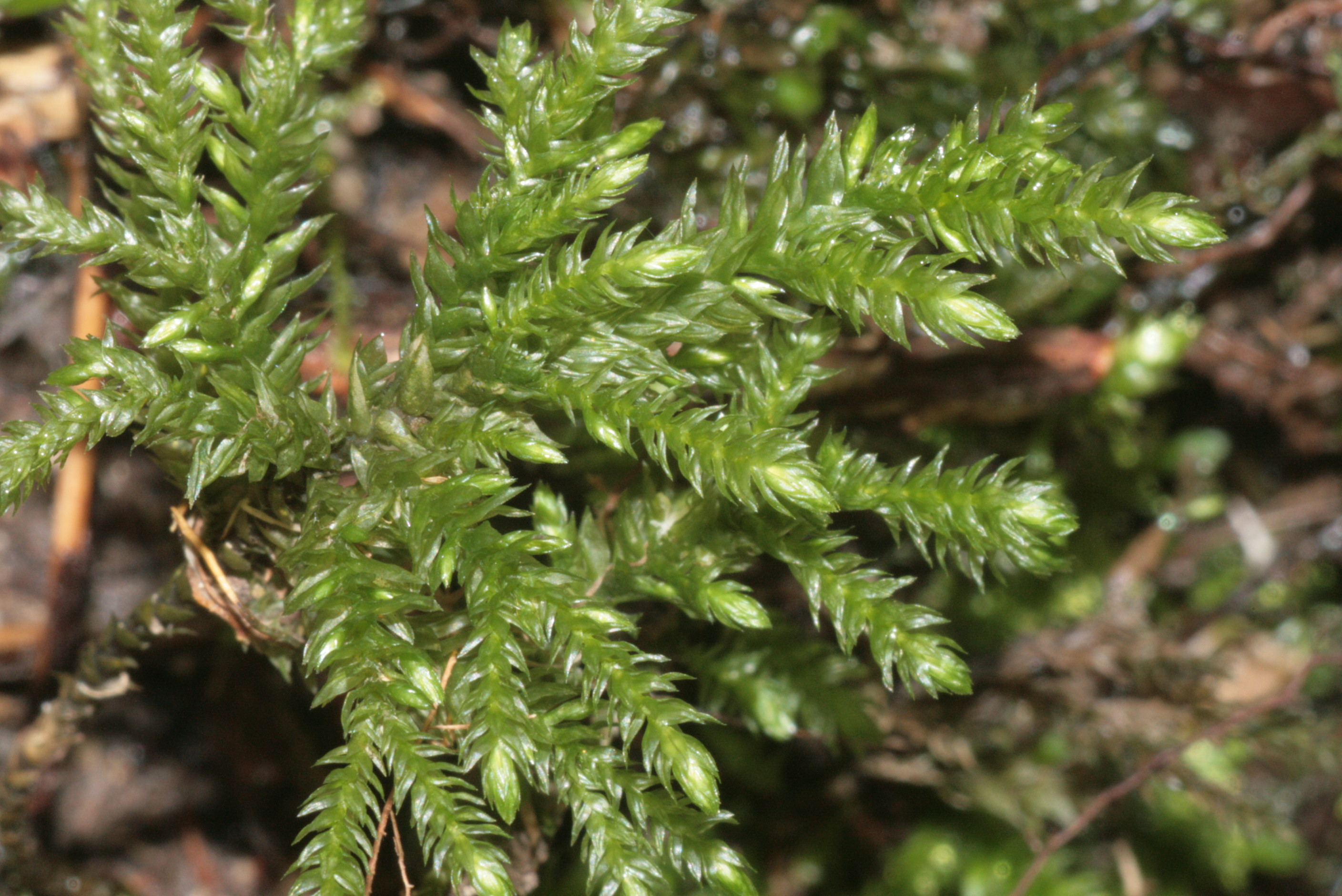
Thamnobryum alopecurum
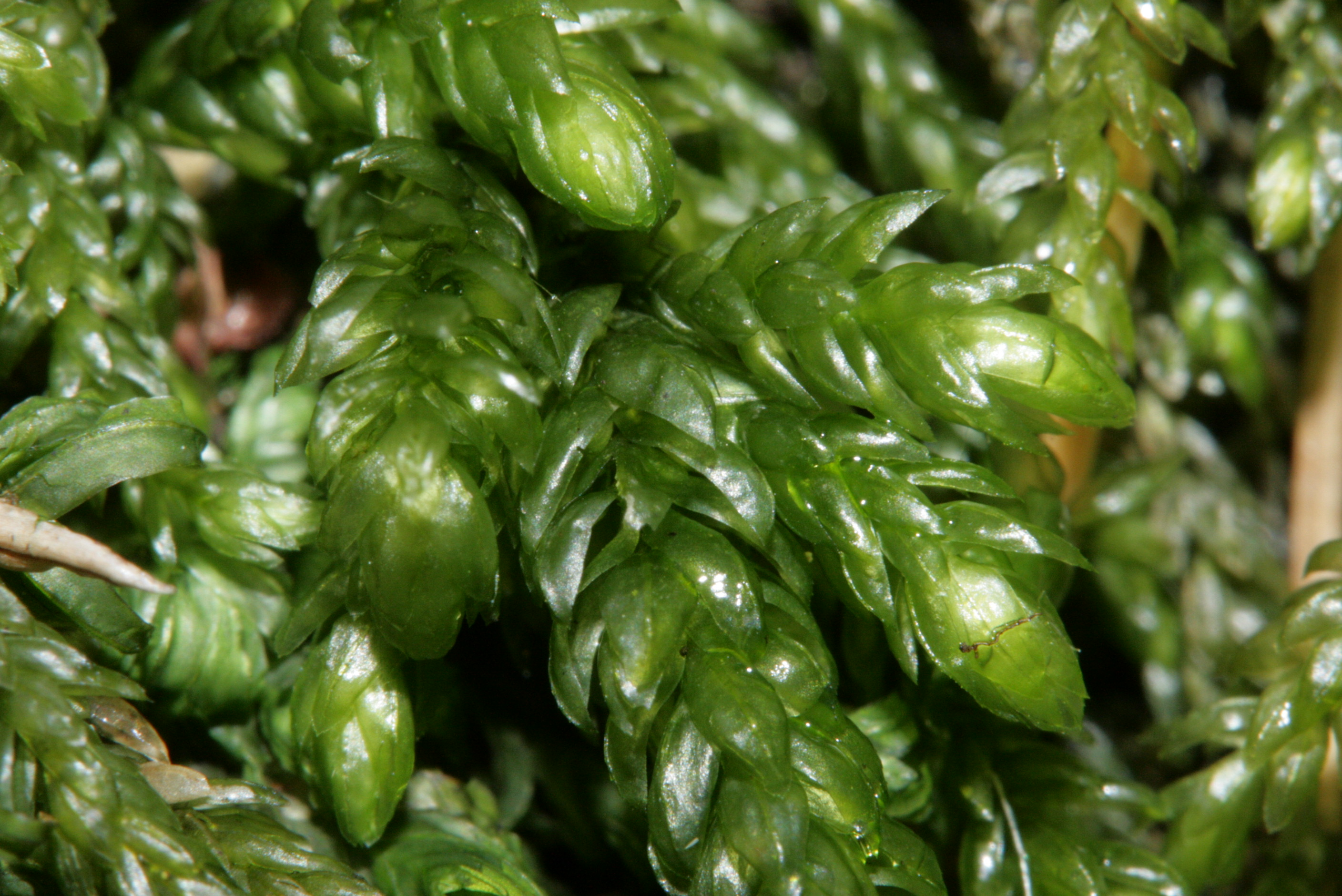
Thamnobryum neckeroides